# 산펠리체델몰리세
산펠리체델몰리세(이탈리아어: San Felice del Molise)는 이탈리아 몰리세주 캄포바소도의 코무네다. 트리뇨강 근처에 있다.